# AlphaGo
Az AlphaGo a Google DeepMind által kifejlesztett számítógépes goprogram, mely 2015 októberében elsőként vert meg profi gojátékost előnykő nélkül 19×19 mezős táblán.
Az program algoritmusa a gépi tanulás és a fabejárási  technikákat kombinálja, amit emberi és gépi játszmákból származó tanulással egészít ki.
Az AlphaGo jelentős előrelépést jelent a korábbi goprogramokhoz képest. 500 más goprogram elleni játszmából (beleértve a Crazy Stone-t és a Zent) az egy számítógépen futó AlphaGo egy kivételével mindet megnyerte.
Egy hasonló versenyben, ahol az AlphaGo több számítógépen futott, mind az 500 játszmát megnyerte más goprogramok ellen. A partik 77%-ában szimplagépes AlphaGo ellen játszott. Az elosztott verzió 1202 CPU-t és 176 GPU-t használt, körülbelül 25-ször többet, mint az egygépes változat.

## Fan Huj(Fan Hui)elleni mérkőzés
2015. október 5. és 9. között az elosztott változatú AlphaGo 5:0-ra legyőzte Fan Huj (Fan Hui) kínai származású 2 danos profi Európa-bajnokot. Ez volt az első alkalom, hogy egy számítógépes goprogram profi játékos ellen nyerjen előnykő nélkül teljes méretű (19×19 mezős) táblán. A hír nyilvánosságra hozásával 2016. január 27-ig vártak, hogy egybeessen az algoritmust közlő Nature-cikk megjelenésével.

## I Szedol(Lee Se-dol)elleni mérkőzés
A DeepMind ezután kihívta a dél-koreai 9 danos profi I Szedolt (Lee Se-dolt) egy öt játszmából álló mérkőzésre, melyet 2016. március 9–15. között Szöulban tartottak és élő videostreamen közvetítettek. Adzsa Huang, a DeepMind csapat tagja, amatőr 6 danos gojátékos tette a köveket az AlphaGo nevében. A program a Google felhő alapú hálózatán keresztül a vállalat egyesült államokbeli szerverén futott. A mérkőzést a kínai goszabályok szerint játszották, 7,5 pont komival, 2 óra gondolkodási idővel (+3×60 másodperc byo-yomi).
Az AlphaGo összesítésben 4–1-re győzött, ezért a győztesnek felajánlott egy millió dollár jutalmat karitatív szervezeteknek, köztük az UNICEF-nek adományozzák. I Szedol (Lee Se-dol) 150 000 dollárt kapott az öt játszmán való részvételért és további húszezret a győztes negyedik partiért.
A Dél-koreai Goszövetség a mérkőzés után 9 danos mesteri címet adományozott az AlphaGo programnak, elismerve az „őszinte erőfeszítést”, hogy elsajátítsa a go taoista alapjait és hogy elérjen az isteni szférához közeli szintre.

## Ko Csie(Ke Jie)elleni mérkőzés
2017 májusában a kínai Wuzhen városban megrendezett Future of Go Summit című rendezvényen az AlphaGo továbbfejlesztett változata három játszmából álló mérkőzésen játszott a világ legerősebb gojátékosának tartott 9 danos profi Ko Csie (Ke Jie) ellen.
| Játszma                                  | Dátum           | Fekete           | Fehér            | Eredmény                    | Lépések |
| ---------------------------------------- | --------------- | ---------------- | ---------------- | --------------------------- | ------- |
| 1.                                       | 2017. május 23. | Ko Csie (Ke Jie) | AlphaGo          | AlphaGo győzött 0.5 ponttal | 289     |
| 2.                                       | 2017. május 25. | AlphaGo          | Ko Csie (Ke Jie) | Ko Csie (Ke Jie) feladta    | 155     |
| 3.                                       | 2017. május 27. | AlphaGo          | Ko Csie (Ke Jie) | Ko Csie (Ke Jie) feladta    | 209     |
| Eredmény: AlphaGo 3 – 0 Ko Csie (Ke Jie) |                 |                  |                  |                             |         |

Ko Csie (Ke Jie) a vereség után úgy nyilatkozott, hogy az AlphaGo úgy játszik, mint a go istene. Demis Hassabis, a DeepMind alapítója és vezetője bejelentette, hogy a program nem vesz részt több goversenyen. A fejlesztők ezután más, általánosabb algoritmusokra koncentrálnak, olyanokra, amelyek segíthetik az emberiséget.

## Fordítás
- Ez a szócikk részben vagy egészben  az   AlphaGo című angol Wikipédia-szócikk ezen változatának fordításán alapul.  Az eredeti cikk szerkesztőit annak laptörténete sorolja fel. Ez a jelzés csupán a megfogalmazás eredetét és a szerzői jogokat jelzi, nem szolgál a cikkben szereplő információk forrásmegjelöléseként.
- Ez a szócikk részben vagy egészben  a   Future of Go Summit című angol Wikipédia-szócikk fordításán alapul.  Az eredeti cikk szerkesztőit annak laptörténete sorolja fel. Ez a jelzés csupán a megfogalmazás eredetét és a szerzői jogokat jelzi, nem szolgál a cikkben szereplő információk forrásmegjelöléseként.